# Arthur Candy
William Arthur Francis Candy (nascido em 19 de junho de 1934) é um ex-ciclista neozelandês de ciclismo de estrada. Representou seu país, Nova Zelândia, nos Jogos Olímpicos de Verão de 1964 em Tóquio, terminando na 18ª posição nos 100 km contrarrelógio por equipes.